# Satyria leucostoma
Satyria leucostoma är en ljungväxtart som beskrevs av Herman Otto Sleumer. Satyria leucostoma ingår i släktet Satyria och familjen ljungväxter. Inga underarter finns listade i Catalogue of Life.